# Municipio de West Lincoln (Iowa)
El municipio de West Lincoln (en inglés: West Lincoln Township) es un municipio ubicado en el condado de Mitchell en el estado estadounidense de Iowa. En el año 2010 tenía una población de 251 habitantes y una densidad poblacional de 5,29 personas por km².

## Geografía
El municipio de West Lincoln se encuentra ubicado en las coordenadas 43°14′14″N 92°44′52″O / 43.23722, -92.74778. Según la Oficina del Censo de los Estados Unidos, el municipio tiene una superficie total de 47.43 km², de la cual 47,43 km² corresponden a tierra firme y (0 %) 0 km² es agua.

## Demografía
Según el censo de 2010, había 251 personas residiendo en el municipio de West Lincoln. La densidad de población era de 5,29 hab./km². De los 251 habitantes, el municipio de West Lincoln estaba compuesto por el 97,61 % blancos, el 0,4 % eran afroamericanos, el 0,8 % eran amerindios, el 0,4 % eran asiáticos y el 0,8 % eran de una mezcla de razas. Del total de la población el 0 % eran hispanos o latinos de cualquier raza.